# Leonardo Fernández (urugwajski piłkarz)
Leonardo Cecilio „Leo” Fernández López (ur. 8 listopada 1998 w Montevideo) – urugwajski piłkarz występujący na pozycji ofensywnego pomocnika, od 2024 roku zawodnik Peñarolu.